# 10 gigabit Ethernet

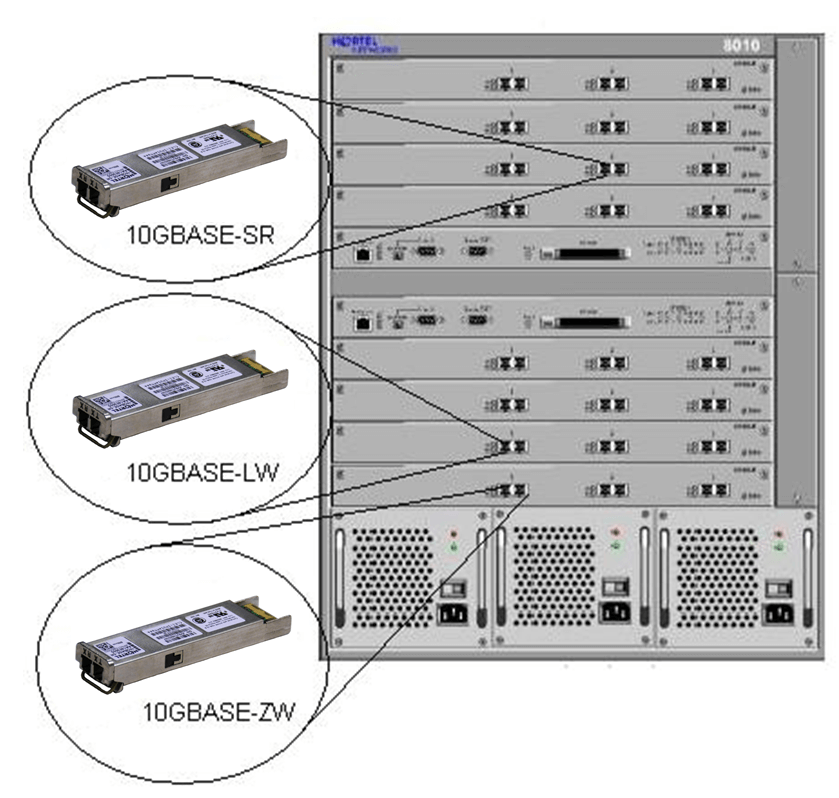
Router 10 porte gigabit Ethernet e tre tipi di modello di livello fisico

10 Gigabit Ethernet (10 GE, 10GbE o 10 GigE) è un insieme di tecnologie di rete per la trasmissione di frame Ethernet alla velocità di 10 gigabit per secondo. La definizione iniziale risale allo standard IEEE 802.3ae-2002 pubblicato nel 2002.
A differenza degli standard Ethernet precedenti, definisce solo collegamenti full-duplex punto-punto che utilizzano in genere switch. Non viene più usato il protocollo CSMA/CD di accesso condiviso al mezzo trasmissivo. Non sono più supportati collegamenti half-duplex e concentratori hub.

## Fibra

### LAN PHY
La variante ottica più comune è nota come LAN PHY, ed è utilizzata per connettere direttamente router e switch. Seppur indicata come una LAN, questa varietà può essere usata con i 10GBase-LR ed -ER per collegamenti lunghi fino ad 80 km. La LAN PHY utilizza una frequenza di segnalazione di 10,3 Gb/s e una codifica 64/66b.

#### 10GBASE-USR
La 10GBASE-USR ("ultra short range", ultra breve distanza) è progettata per supportare fibre multimodali all'interno di un centro elaborazione dati su fibre OM2 (max 10 m) e OM3 (max 10 m).

#### 10GBASE-SR
La 10GBASE-SR ("short range", breve distanza) è progettata per supportare fibre multimodali già installate (OM2) e funziona su distanze tra i 26 m e gli 82 m, in dipendenza del cavo utilizzato. Supporta inoltre distanze fino a 300 m su nuove fibre multimodo (OM3) 50 µm 2000 MHz·km (utilizzando laser a 850 nm).

#### 10GBASE-LRM
10GBASE-LRM, nota anche come 802.3aq è uno standard ratificato nel 2006 che supporta distanze fino a 220 m su fibre multimodo FDDI-grade a 62,5/125 installate agli inizi degli anni '90 per reti FDDI e 100BaseFX.

#### 10GBASE-LR
La 10GBASE-LR è una tecnologia a lungo raggio (Long Range) su fibra monomodale con laser a 1310 nm per mezzo della specifica IEEE 802.3 Clause 49 64B-66B Physical Coding Sublayer (PCS).
I ricetrasmettitori ottici sono interconnessi con un host device o tramite un bridge formato da 4 canali IEEE 802.3 Clause 48 8B-10B paralleli o da un bridge Clause 4 9(XENPAK, X2, e XPAK usano la conversione da Clause 48 e XFP usano una Clause 49). I cavi ottici LR sono utilizzati per connettere ricetrasmettitori spaziati di 10 km, ma possono raggiungere anche distanze di 25 km senza perdite di dati.

#### 10GBASE-ER
La 10GBASE-ER ("extended range", intervallo esteso) supporta distanze fino a 40 km su fibre a singolo modo con laser a 1.550 nm.

#### 10GBASE-ZR
Diversi produttori hanno introdotto interfacce ER pluggabili con un range di 80 km, sotto il nome di 10GBASE-ZR. Questo PHY non è specificato nello standard 
IEEE 802.3a e i produttori hanno creato una loro propria specifica basandosi sulla PHY da 80 km descritta nella specifica OC-192/STM-64 SDH/SONET.
Non è ancora chiaro se una specifica apposita verrà aggiunta per coprire questa interfaccia.

#### 10GBASE-LX4
La 10GBASE-LX4 utilizza il Wavelength Division Multiplexing "coarse" (ossia con canali molto spaziati almeno 100 GHz) per supportare distanza tra i 
240 m e i 300 m su fibre multimodo già deposte. Questa modalità di funzionamento è ottenuta utilizzando 4 differenti sorgenti laser a 3,125 Gb/s nel range dei 1.300 nm. Questo standard supporta anche trasmissioni su tratte di fibra singolo modo fino a 10 km

### WAN PHY
Le 10GBASE-SW, 10GBASE-LW e 10GBASE-EW sono varietà che utilizzano il WAN PHY, progettato per essere interoperabile con sistemi OC-192/STM-64 SDH/SONET usando trame SDH/SONET a 9,953 Gbit/s. La WAN PHY è utilizzata quando un utente di tipo aziendale desidera trasportare la 10G Ethernet sulla rete SDH/SONET del provider di connettività o su WDM già installati senza dover necessariamente mappare le trame Ethernet sul SDH/SONET. Le varianti della WAN PHY corrispondono a livello fisico rispettivamente alla 10GBASE-SR, 10GBASE-LR e alla 10GBASE-ER e quindi utilizzano gli stessi tipi di fibre e le stesse distanze. Non esistono WAN PHY corrispondenti alla 10GBASE-LX4 e alla 10GBASE-CX4, dato che lo standard SDH/SONET originale richiedeva un'implementazione seriale.

## Rame

### SFP+ CU
Per connessioni locali, specie di server, fino a 10 metri si possono utilizzare anche cavi in rame twinax con due connettori SFP agli estremi. Questi cavi sono più economici delle altre soluzioni inoltre permettono un considerevole risparmio energetico. Una connessione effettuata con questa tecnologia richiede circa 0,1 W di potenza per ciascun lato e una latenza bassissima (0,1 µs). Una connessione in fibra richiede circa 1 W e non ha alcuna latenza mentre una connessione in rame 10GBASE-T richiede dai 4 W a 8 W per porta e ha una latenza di 1,5 µs - 2,5 µs.

### 10GBASE-CX4
La 10GBASE-CX4 — anche nota dal nome del suo gruppo di lavoro come 802.3ak — trasmette su quattro linee per ogni direzione su rame, similmente a quanto avviene in tecnologia InfiniBand. È progettata per funzionare su distanze fino a 15 m. Questa tecnologia ha il minor costo per porta, a spese della distanza massima di trasmissione. Ciascun dispositivo in grado di supportare un modulo 10GbE utilizza un qualche MSA (Multi-Source Agreement) per fornire la connettività tra il dispositivo e il connettore esterno. I connettori XENPAK, X2 e XPAK sono tutti utilizzabili con la piedinatura standard. I moduli CX4 esistono almeno nelle varietà XENPACK ed X2, ma anche nella XPAK, anche se in questo caso la dimensione minore rende la configurazione più difficile. Ogni linea in rame supporta una frequenza di segnalazione pari a 3,125 GHz. È compito del protocollo 802.3ae Clause 48 gestire e sincronizzare il flusso di dati tra i 4 canali; questa funzione è mantenuta nel PCS. Rispetto al protocollo Clause 49, usato nei dispositivi 10GBASE-R, che utilizza una conversione da 64 a 66 bit, il protocollo Clause 48 ne usa una da 8 a 10 bit. Questo comporta un overhead decisamente superiore.

### 10GBASE-Kx
Backplane Ethernet — anche nota con il nome del suo gruppo di lavoro 802.3ap — è usata in applicazioni backplane come con blade server e router/switch con schede di linea aggiornabili. Implementazioni Kx sono richieste per operare in un ambiente che comprenda fino a 1 metro in rame su una scheda a circuito stampato con due connettori. Lo standard offre due diverse implementazioni: 10-GBASE-KR e 10GBASE-KX4. La 10GBASE-KR utilizza la stessa codifica delle 10GBASE-LR/ER/SR. Inoltre definisce uno strato opzionale di FEC (Forward Error Correction) e un protocollo di autonegoziazione per impostare il livello di equalizzazione basata sulla preenfasi. La 10Gbase-KX4  è virtualmente uguale alla 10GBase-CX4. L'implementazione di entrambe le varianti della 802.3ap devono essere compatibili con la 1000Base-X nella sua versione seriale mediante l'autonegoziazione.

### 10GBASE-T
La 10GBASE-T, o IEEE 802.3an-2006, è uno standard (del 2006) che offre connessioni a 10 Gb/s sui comuni doppini incrociati, sia schermati che non.

#### Connettori
10GBASE-T richiede l'uso di connettori RJ-45, già ampiamente utilizzati con Ethernet. Ciò è considerato un vantaggio maggiore rispetto all'accettazione dello standard. (IEEE 802.3an in unione con ISO/IEC 11801-2002)

#### Cavi
La 10GBASE-T standard usa cavi di Categoria 6a o di Categoria 7. La Categoria 6 migliorata o "6A" ("Cat.6 Augmented"), progettata per ridurre il crosstalk tra cavi UTP (noto formalmente come "Alien Crosstalk" o "diafonia aliena") consente l'utilizzo del 10GBASE-T fino ai 100 metri specificati per il collegamento in LAN.
10GBASE-T funziona anche con i cavi di Categoria 6 (sino a 55 metri), a patto che siano certificati secondo le linee guida ISO TR 24750 or TIA-155-A. Per i problemi di "Alien Crosstalk" di questa categoria di cavi, la lunghezza massima si riduce a 37 metri se inseriti in fasci all'interno di canaline, valore che però non ne garantisce comunque il corretto funzionamento. È per questa ragione che per i cablaggi 10GBASE-T si preferisce utilizzate cavi categoria 6A o superiori.

#### Caratteristiche elettriche
Lo standard 802.3an definisce il tipo di modulazione per la 10GBASE-T come una versione di una PAM (THP) (Pulse Amplitude Modulation, modulazione di impulsi in ampiezza) detta "Tomlinson-Harashima Precodificata", codificata in un pattern a scacchiera bidimensionale, noto come DSQ128. Sono state considerate numerose proposte per la modulazione, tra cui una PAM a 12 livelli (PAM-12), a 10 livelli (PAM-10), o a 8 livelli (PAM-8), sia con sia senza THP. La PAM-5 è quella usata nel vecchio standard 1000BASE-T Gigabit Ethernet.

## Applicazioni
Le comunicazioni ethernet a 10 Gb/s sono state impiegate fino al 2009 praticamente solo per comunicazioni fra apparati di rete di backbone in quanto per poter alimentare un'interfaccia a 10 Gb/s è necessario un bus di sistema sufficientemente veloce.
Lo standard PCI Express 1.1 offre collegamenti a 2,5 Gb/s che si riducono a 2 Gb/s a livello datalink. Occorre quindi almeno una connessione PCIx8 per poter utilizzare una connessione ethernet a 10 Gb/s. Lo standard PCI Express 2.0 ha raddoppiato la velocità del bus e le prime schede di rete utilizzanti questo standard si sono viste nel 2008.
Queste evoluzioni hanno fatto sì che verso la fine del 2008 fossero disponibili tutte le tecnologie per poter rendere effettivo l'utilizzo di interfacce a 10 Gb/s anche sui server. Difficilmente, però, le normali applicazioni possono beneficiare nel breve di una banda così elevate con la potenza di calcolo degli attuali sistemi. Molto probabilmente l'applicazione che permetterà lo sfruttamento di questa velocità e di ammortizzare i costi a essa connessi sarà il Fibre Channel over Ethernet.
Oggi (2021) la maggior parte dei server, con CPU AMD e INTEL tutte many core, ha abbastanza potenza per utilizzare  efficamente il 10 GbE, anche grazie al fatto che tutte le schede NIC (Network Interface Card) PCIe a 10 GbE utilizzano il ToE (TCP Offload Engine) realizzato con un circuito DSP (Digital Signal Processor) a bordo, che diminuisce il carico sulle CPU. Oggi molte schede NIC a 10 GbE possono operare a 10 o 25 GbE, a volte in auto-sensing a volte con settaggio manuale. Molte schede 10 GbE e 10/25 GbE sono dotate di due porte uguali, ad esempio con interfaccia SFP+, per realizzare il bonding o per connessione ridondata a due switch differenti.